# Корпорація «Кидайте палити»
«Корпорація „Кидайте палити“» або «Кинь палити!» (англ. Quitters, Inc.)  — оповідання американського письменника Стівена Кінга, у 1978 році ввійшло до складу збірки «Нічна зміна».
Одного дня Дік Моррісон зустрів у барі аеропорту старого приятеля, Джиммі Маккенна. Той був у відмінній формі і порадив Дікові звернутися до корпорації «Кидайте палити», щоб позбутися згубної звички. Компанія давала високі гарантії, тому Моррісон з цікавості згодився на їхню пропозицію. Після цього Дік зрозумів, що за порушення обіцянки не палити покарають не його самого, а його дружину та сина.

## Сюжет
Річард «Дік» Моррісон, курець середнього віку, що працює в рекламному агентстві, зустрічає в аеропорту свого колишнього сусіда та колегу Джиммі Маккенна. Той був завзятим курцем, але тепер не курить і хвалить за це корпорацію «Кидайте палити». Дік скептично ставиться до поради скористатися її послугами, бо ніколи не чув про неї. Попри те, він бере у Джиммі її візитівку.
Через місяць, коли Дік випиває у барі, візитівка корпорації випадково випадає з гаманця. Оскільки адреса розташована неподалік від бару, Дік вирішує поїхати в «Кидайте палити». Діка знайомлять з консультантом Віктором Донатті. Той розповідає про історію корпорації. Її заснував бос мафії з Нью-Джерсі, який був завзятим курцем і перед смертю від раку легенів усвідомив, що повинен допомогти іншим кинути палити. Діка непокоїть, що Донатті багато розпитує про сім'ю Моррісона, не розкриваючи нащо це потрібно.
Наступного дня Донатті інформує Моррісона, що корпорація знайшла всю необхідну інформацію про його родину й гарантує її збереження в таємниці. Потім Донатті показує Діку метод відучення від паління на прикладі кролика, якого б'ють електричним струмом, щоб відучити їсти. Донатті попереджає Діка, що він буде під прихованим наглядом, і якщо його спіймають за курінням, сім'ю Діка відправлять до «кролячої кімнати», де за кожен випадок дружину та сина битимуть дедалі сильнішими ударами струму, а потім можуть скалічити. Якщо Дік вчинить 10-е порушення, то його застрелять. Дік не зможе знати коли за ним стежать, перевірки можна очікувати будь-коли. Донатті каже, що Моррісону не варто надто хвилюватися, бо 40 % клієнтів корпорації взагалі ніколи не порушують угоду, і лише 10 % вчиняють 4-е чи пізніші порушення. Найбільшою проблемою для Моррісона Донатті називає кіоск у вестибюлі, де продають цигарки всіх марок.
Наляканий, що його рідним зроблять боляче, Дік кілька місяців не палить. Іноді він зловживає алкоголем, але не наважується порушити угоду з «Кидайте палити». Хоча психологічний потяг до тютюну лишається сильним, Дік позбувається фізичної залежності. Одного разу, опинившись у автомобільному заторі, Дік знаходить стару пачку цигарок у бардачку, запалює одну, але гасить її після трьох затягувань. Повернувшись додому, він виявляє, що дружина та син зникли. Дік прямує до «Кидайте палити», де його зустрічає правоохоронець і показує як дружину б'ють слабким струмом. Шокований цим, Дік потім розмовляє із Сінді наодинці. Вона вибачає чоловіка та навіть схвалює, що Донатті позбавив його тяги до паління.
Незабаром після пережитого шоку Дік набирає зайву вагу. Донатті дістає для нього кілька заборонених таблеток для схуднення, зазначивши, що якщо Дік не досягне певної ваги, то його дружині відріжуть правий мізинець. Дік займається спортом і підтримує фізичну форму, а також дає візитівку одному з завсідників бару.
Згодом Дік і Сінді зустрічають Джиммі. Дік зауважує, що в дружини Джиммі відсутній мізинець на правій руці.

## Персонажі
- Дік Моррісон;
- доктор Вінні Донатті  — кремезний чолов'яга, який займався лікуванням Моррісона;
- Люсінда (Сінді) — дружина Діка;
- Елвін  — син Діка й Сінді;
- Джиммі Маккенн  — товариш Моррісона з коледжу.

## Екранізація
На основі трьох оповідань Стівена Кінга («Корпорація „Кидайте палити“», «Карниз» та спеціально для цього написаного твору «Генерал») у 1985 році було знято фільм «Котяче око». У ролі Діка Моррісона зіграв Джеймс Вудс.

## Переклади українською
- Стівен Кінґ. Кинь палити!. Переклав з англійської: Андрій Євса. Київ: журнал «Всесвіт», 2006, № 1-2 стор. 127—139